# Lrrreconcilable Ndndifferences
Lrrreconcilable Ndndifferences (Сумісні Відмінності Лррра і Нднд) — одинадцятий епізод шостого сезону мультсеріалу «Футурама».

## Зміст
Нднд пиляє свого чоловіка Лррра, що він вкотре вже збирається завоювати Землю, а замість цього добу безперервно спить у своєму троні і дивиться телевізор. Втомившись від постійних закидів він сідає в свій корабель і летить воювати з Землею. Але його чекає невдача: він потрапив на Землю саме під час  фестивалю коміксів і його напад ніхто не помітив. У люті Нднд викинула Лррра із замку.
Самотній і принижений, Лррр вривається в будівлю Planet Express, сподіваючись зустріти стару знайому — Лілу (яку він в серії «The Problem with Popplers» мало не з'їв), щоб поплакатися їй в жилетку. Команда Planet Express не дуже рада гостю, але незважаючи на його неналежну поведінку всіма силами намагаються втішити Лррра і допомогти йому подолати криза середнього віку. На Землі Лррр вирішив трохи розвіятися, і навіть провів ніч з омікроніанкой … яка виявилася всього лише землянкою в костюмі. Якщо про це дізнається Нднд, йому вже не повернутися додому.
Тоді був народжений новий план: потрібно інсценувати завоювання Землі, для чого залучили  Орсона Уеллса. Незважаючи на більш ніж скромний бюджет, постановка вдалася настільки, що в неї повірила не тільки Нднд, але і Зепп Бренніган, який прилетів щоб здатися новому правителю і принести йому в жертву Кифа. Нднд в захваті.
Проте рано чи пізно, Лррру доведеться прзнаться у всьому. Нднд дуже розсердилася на те, що Лррр обдурив її і не завоював Землю, а також … ні, зовсім не за те, що він зрадив її (коханку вона усунула за допомогою позиченого у неї  дезінтегратора), а за те, що він потрапив під вплив Ліли, яка постійно командувала їм і не давала йому зітхнути. А це законне право дружини. Тому Лррру потрібно вибрати одну з них, а другу застрелити з бластера. Намагаючись захистити Лілу, між нею і Лррром встає Фрай, в якого і потрапляє дезинтегрирующий промінь.
Нднд прощає Лррра, а Лілі залишається оплакувати Фрая. Несподівано з'ясовується, що цей дезінтегратор — всього лише дешева іграшка, винайдена Професором, і його промінь зовсім не розщеплює, а просто телепортується предмети. Так що Фрай живий і дописує комікс в душовій кабіні.

## Винаходи майбутнього
- Рентгенівські окуляри
- Іграшковий бластер, переміщуються предмети
- Планшет для малювання коміксів